# R.Ed.Le - Rete e banca dati di educazione alla legalità
R.Ed.Le - Rete e banca dati di educazione alla legalità è un archivio realizzato dalla Regione Toscana allo scopo di valorizzare e promuovere l'informazione e la diffusione della documentazione riguardante le buone pratiche di educazione alla legalità condotte dalle scuole, dagli enti e dalle associazioni in tutta Italia.

## Storia
La banca dati R.Ed.Le è nata nel 2007 in collaborazione con l'associazione Libera, associazioni nomi e numeri contro le mafie ed è curata dal Centro di documentazione Cultura della Legalità Democratica della Regione Toscana.